# پلاتیبودا
پلاتیبودا (نام علمی: Platypoda) نام یک زیرراسته از راسته تک‌سوراخیان است.